# Diflubenzuron
Diflubenzuron és un insecticida del tipus benzoilurea dins la classe de la benzamida. Es fa servir en la gestió forestal i sobre els conreus per a controlar selectivament les plagues especialment els dípters del gènere Malacosoma i altres tipus d'arnes. El mecanisme d'acció del diflubenzuron implica inhibir la formació de la quitina. La formulació de diflubenzuron està aprovada per WHOPES.

## Toxicitat en l'ambient
El diflubenzuron ha estat avaluat pel United States Environmental Protection Agency (EPA), i està classificat com a no-carcinogènic. Però un dels seus metabòlis, el 4-Cloroanilina, sí que és carcinogen després de ser ingerit.